# Malaya (film)
Pour les articles homonymes, voir Malaya.
Pour plus de détails, voir Fiche technique et Distribution.
Malaya est un film de guerre américain réalisé par Richard Thorpe, sorti en 1949. 

## Synopsis
En Malaisie britannique, peu après l'attaque de Pearl Harbor, des Américains cherchent à se procurer du caoutchouc.

## Fiche technique
- Titre original : Malaya
- Titre français : Malaya
- Réalisation : Richard Thorpe
- Scénario : Frank Fenton, d'après une histoire originale de Manchester Boddy
- Direction artistique : Cedric Gibbons, Malcolm Brown
- Montage : Ben Lewis
- Décors : Edwin B. Willis
- Costumes : Irene Lentz, Valles
- Production : Edwin Knopf
- Société de production : Metro-Goldwyn-Mayer
- Société de distribution :  Loew's Inc.
- Pays de production :  États-Unis
- Langue : anglais
- Format : noir et blanc — 35 mm — 1,37:1 — son Mono (Western Electric Sound System)
- Genre : Film dramatique
- Durée : 98 minutes
- Date de sortie : 
  - États-Unis : 28 décembre 1949 (première mondiale à Greensboro, Caroline du Nord)

## Distribution
- Spencer Tracy  (VF : Serge Nadaud) : Carnaghan
- James Stewart  (VF : Marc Cassot) : John Royer
- Sydney Greenstreet  (VF : Paul Bonifas) : The Dutchman (vf: le marseillais)
- Richard Loo  (VF : Maurice Dorleac) : Colonel Tomura
- Gilbert Roland  (VF : Jean Davy) : Romano
- John Hodiak  (VF : Jean Martinelli) : Kellar
- Valentina Cortese : Luana
- Lionel Barrymore : John Manchester
- Roland Winters : Bruno Gerber
- DeForest Kelley : Lieutenant Glenson

James Todd  (VF : Jean-Henri Chambois) : Carson
Acteurs non crédités
- Joseph Crehan : Homme d'affaires à la pipe
- Larry Steers : Homme d'affaires

## Accueil critique et public
Des critiques cinématographiques déplorent l'adaptation machinale de Frank Fenton ainsi que la réalisation sans originalité de Richard Thorpe : « ce mélo était particulièrement indigne de ses interprètes ». Il rapporte 1,9 million dollars au box-office américain.